# Hartmut Aschermann
Hartmut Aschermann (* 12. November 1921 in Berlin; † 13. Mai 2009 in Bad Nauheim) war ein deutscher evangelischer Theologe. 

## Leben
Aschermann studierte Evangelische Theologie an der Humboldt-Universität Berlin, wo er 1955 mit einer formgeschichtlichen Untersuchung zu paränetischen Formen der Testamente der zwölf Patriarchen zum Dr. theol. promoviert wurde. Von April 1972 bis März 1987 war er Professor für Praktische Theologie (Didaktik des Religionsunterrichts) an der Kirchlichen Hochschule Wuppertal.
Als Angehöriger der Marburger SC-Kameradschaft Allmenroeder (1938–1945) wurde er 1948 Mitglied des Corps Guestphalia Marburg.